# Wurzelhaube

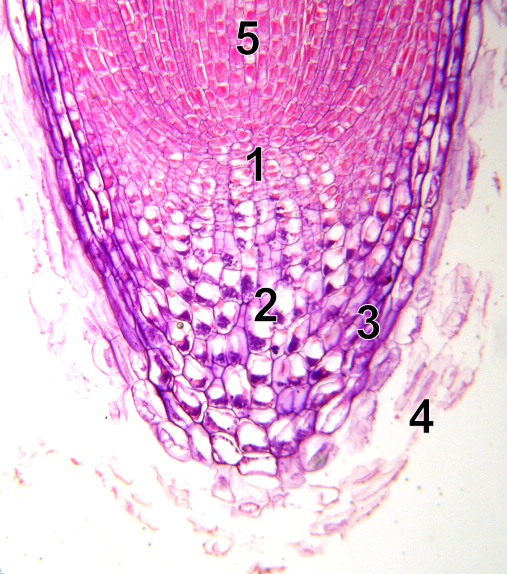
Wurzellängsschnitt: 2 Statocyten mit Statolithen, 4 tote Zellen
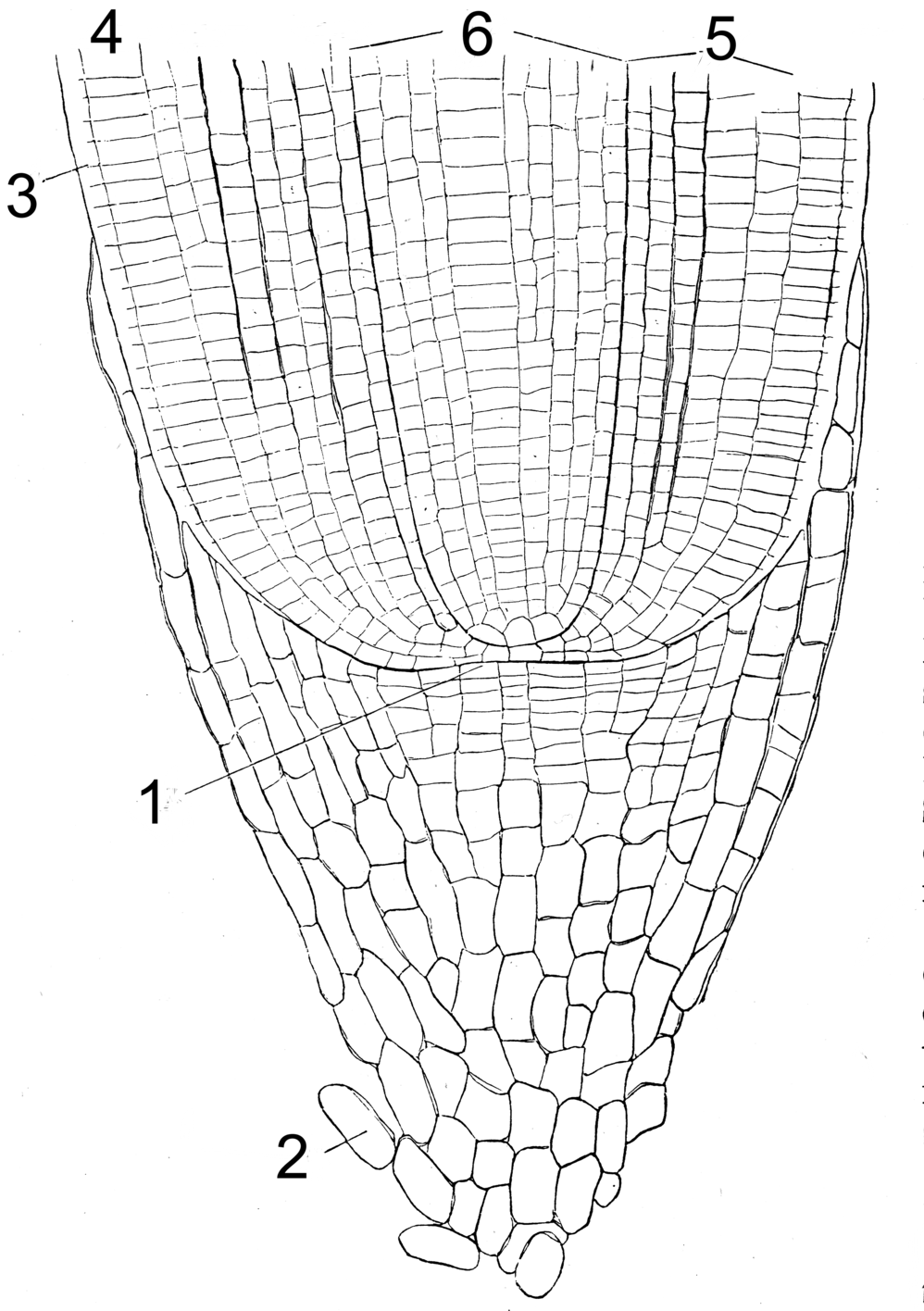
Wurzelspitze: 2 Wurzelhaube

Als Wurzelhaube, auch Calyptra oder Kalyptra (griech. Hülle) genannt, bezeichnet man bei Samenpflanzen eine aus kurzlebigen Zellen bestehende Haube, welche das basale Wurzelapikalmeristem im Wurzelscheitel schützt. Durch starke Schleimbildung der äußeren Zellen der Wurzelhaube wird außerdem das Vordringen der Wurzelspitze im Erdreich erleichtert.

## Bildung
Die Wurzelhaube, die oberhalb des Meristemgewebes sitzt, wird bei den Wurzeln der Graspflanzen durch einen eigenen Abschnitt des Meristems, dem Kalyptrogen, gebildet. Bei den meisten Eudikotyledonen hingegen wird die Wurzelhaube durch antikline Teilung aus dem gleichen Zellbereich gebildet, der auch das Protoderm bildet. (Dermatokalyptrogen). 
Die Zellen der Wurzelhaube, die als Dauergewebe definiert werden können, sind relativ kurzlebig und lösen sich nach wenigen Tagen auf. Deshalb bilden die jeweiligen Meristemschichten permanent neue Wurzelhaubenzellen, die schnell die Differenzierungsphase durchlaufen und danach voll funktionsfähig sind.

## Funktion
Die Zellen der Wurzelhaube haben zwei Aufgaben: Zum einen schützt das Gebilde das basale Wurzelapikalmeristem in der unter der Wurzelhaube liegenden Wurzelspitze vor Verletzungen oder äußeren Einflüssen. Zum anderen weisen die äußersten und damit ältesten Wurzelhaubenzellen massive Pektinausscheidungen (Mucigel) auf. Diese führen zu einer starken Verschleimung der Zellwände. Die so stark schleimhaltige äußere Wurzelhaubenschicht erleichtert das Vordringen der Wurzelspitze im Erdreich.
Zudem befinden sich in der Wurzelspitze Statocyten, in denen schwere Partikel (Statolithen) aufgrund der Schwerkraft fallen und so die Wuchsrichtung zum Erdmittelpunkt ausgemacht werden kann.